# Superrotor
Superrotor é uma técnica que produz altas velocidades de rotação, através da utilização de impulsos de raio laser, para transformar moléculas diatómicas de oxigénio e nitrogênio em moléculas de super rotação, ou seja, moléculas que giram acima de 1013 hertz.
A energia desta super rotação é comparável à da ligação química entre os dois átomos dentro da molécula e exigiria uma temperatura de 50,000 Kelvin para ser feita em equilíbrio térmico.

## Energia rotacional
Classicamente, a energia cinética de rotação é
{\displaystyle E_{rot}={\frac {L^{2}}{2I}}\,}
onde
{\displaystyle L\,} é o momento angular
{\displaystyle I\,} é o momento de inércia da molécula
Para nível microscópico, nos sistemas em nível atômico como uma molécula, o momento angular só pode ter valores discretos específicas dados por
{\displaystyle L^{2}=l(l+1)\hbar ^{2}\,}
onde {\displaystyle l} é um número inteiro não negativo e {\displaystyle \hbar } é a constante de Planck reduzida.
Além disso, para uma molécula diatómica o momento de inércia é
{\displaystyle I=\mu r_{0}^{2}\,}
onde
{\displaystyle \mu \,} é a massa reduzida da molécula e
{\displaystyle r_{0}\,} é a distância média entre os centros dos dois átomos na molécula.
Assim, substituindo o momento angular e momento de inércia em Erot, os níveis de energia rotacional de uma molécula diatómica são dadas por
{\displaystyle E_{rot}={\frac {l(l+1)\hbar ^{2}}{2\mu r_{0}^{2}}}\ \ \ \ \ l=0,1,2,...\,}